# Эвери, Стивен
Стивен Аллан Эвери (англ. Steven Allan Avery; род. 1962) — американец, осуждённый за изнасилование и покушение на убийство в 1985 году, отбывший 18 лет лишения свободы, прежде чем анализ ДНК оправдал его.

## Биография
Родился 9 июля 1962 года в округе Манитовок, штат Висконсин, в семье Аллана и Долорес Эвери; у него были ещё два брата и сестра. С 1965 года семья жила за городом, где родители работали на автомобильной свалке.
Стивен учился в государственных школах Манитовока и Мишикота. По словам его матери, он был умственно слабо развитым ребёнком. После окончания школы работал. В 1980 году обвинялся в незаконном проникновении в бар, где украл пиво и сэндвичи. Был осуждён, после отбытия десяти месяцев из двух лет лишения свободы был освобождён. В 1982 году Эвери был признан виновным в жестоком обращении с животными и заключён под стражу до августа 1983 года.
В июле 1985 года женщина по имени Penny Beerntsen заявила, что подверглась жестокому нападению и сексуальному насилию со стороны Стивена Эвери во время пробежки по берегу озера Мичиган. Эвери был арестован. И хотя имел алиби на момент нападения — он находился в 40 милях в городе Грин-Бей, Стивен был обвинён и признан виновным в изнасиловании и покушении на убийство, а затем приговорён к 32 годам тюрьмы. Его апелляции в 1987 и 1996 годах были отклонены.
В 1995 году Браун Каунти, полицейский детектив тюрьмы округа Манитовок, заявил, что заключённый по имени Грегори Аллен, отбывавший 60-летний срок наказания за изнасилование, признался в совершении сексуального посягательства много лет назад и кто-то попал в тюрьму за это. Офицер тюрьмы сообщил об этом в сыскное бюро округа, но никаких мер принято не было. Сам Стивен продолжал настаивать на своей невиновности. Спустя 18 лет нахождения в тюрьме Эвери был освобождён — Висконсинская организация Innocence Project, занимающаяся оправданием несправедливо обвинённых людей с помощью анализа ДНК, доказала его невиновность. Нападение совершил Грегори Аллен, имевший внешнее сходство с Эвори и уже находившийся в заключении. Стивен Эвери был выпущен на свободу 11 сентября 2003 года. К тому времени жена развелась с ним, лишив его отцовства.
Случай незаконного осуждения Эвери привлёк всеобщее внимание. Mark Gundrum, республиканский председатель юридического комитета Ассамблеи штата Висконсин, начал работу по созданию двухпартийной рабочей группы для подготовки рекомендаций по совершенствованию системы уголовного правосудия, направленных на снижение вероятности будущих ошибочных приговоров. Наработки этой группы в конечном счёте привели к поправкам в законодательстве, ставших известными как «Законопроект Эвери» (англ.  Avery Bill), которые был приняты в октябре 2005 года. Сам Эвери подал гражданский иск против округа Манитовок, его бывших шерифа — Thomas Kocourek и окружного прокурора — Denis Vogel, потребовав 36 млн долларов в качестве возмещения ущерба, вытекающего из его незаконного осуждения. Иск был урегулирован в феврале 2006 года на сумму в 400 000 долларов.
После выхода Стивена Эвери на свободу произошли следующие события. 31 октября 2005 года пропала молодая фотограф Тереза Холбак, которая работала в журнале «Auto Trade». Последним, кто её видел, по одной из версий, оказался Эвери, к которому девушка должна была приехать и сфотографировать машину, выставленную на продажу. 11 ноября 2005 года на территории семейства Эйвери, включающей свалку машин, находят автомобиль, принадлежащий жертве, а на заднем дворе — обугленные кости. Эвери снова отправляется в тюрьму. В марте 2006 года племянник Эвери — Brendan Dassey был обвинён как соучастник по этому делу после того, как он признался на допросе, что помог своему дяде убить Холбак и избавиться от тела. Позже он отказался от своих показаний, утверждая, что дал их под принуждением, однако был осуждён за убийство, изнасилование и нанесение увечий трупу в отдельном судебном процессе. В марте 2007 года Эвери был признан виновным в убийстве первой степени и незаконном владении огнестрельным оружием, но оправдан по обвинению в уродовании трупа. Был приговорён к пожизненному заключению в тюрьме без возможности условно-досрочного освобождения, получив ещё пять лет по обвинению в хранении оружия. Отсидев пять лет в тюрьме города Boscobel, он был переведён в тюрьму города Waupun (оба в штате Висконсин).
В 2011 году государственный апелляционный суд отклонил ходатайство Эвери на новое рассмотрение дела. В январе 2016 года чикагский адвокат Кэтлин Зеллнер (англ. Kathleen Zellner), во взаимодействии с проектом Innocence Project, подала апелляцию, ссылаясь на нарушение процессуальных прав Эйвери.

### Семья
24 июля 1982 года Эвери женился на Лори Матисен (англ. Lori Mathiesen), которая была матерью-одиночкой. У них родилось четверо детей: две девочки и близнецы-мальчики. В 1988 году, находясь в заключении, он получил развод и был лишён родительских прав.